# Abdoulie Mansally
Abdoulie Mansally (Banjul, 27 gennaio 1989) è un ex calciatore gambiano, di ruolo difensore.

## Carriera

### Club
In carriera ha anche giocato anche nel Real de Banjul e nel New England Revolution.

### Nazionale
Ha partecipato ai Mondiali Under-20 del 2007.